# CY Водолея
CY Водолея (лат. CY Aquarii) — одиночная переменная звезда в созвездии Водолея на расстоянии приблизительно 1396 световых лет (около 428 парсеков) от Солнца. Видимая звёздная величина звезды — от +11,2m до +10,42m.

## Характеристики
CY Водолея — белая пульсирующая переменная звезда типа SX Феникса (SXPHE) спектрального класса A2-A8 или B8. Масса — около 1,06 солнечной, радиус — около 1,59 солнечного, светимость — около 7,79 солнечных. Эффективная температура — около 7271 К.